# Aero A-34 Kos
De Aero A-34 Kos (kos betekent merel, ook wel bekend als A.34 Kos) is een Tsjechoslowaaks dubbeldekker-sport- en touringvliegtuig gebouwd door Aero. Het ontwerp stamt uit 1929 en lijkt erg veel op de De Havilland Gipsy Moth.
Een prototype, de L-BASO, gevlogen door Josef Novák, nam in 1929 deel aan de Challenge International de Tourisme, maar moest zich terugtrekken vanwege het falen van de motor en het maken van een noodlanding op 8 augustus 1929.
Zeven A-34’s en A-134’s zijn er gebouwd. Ze zijn in Tsjechoslowakije gebruikt als les- en sportvliegtuigen door zowel de luchtmacht als civiele gebruikers.

## Varianten
- A-34
- A-34J
- A-34W

## Specificaties
- Bemanning: 1, de piloot
- Capaciteit: 1 passagier
- Lengte: 6,80 m
- Spanwijdte: 8,80 m
- Hoogte: 2,5 m
- Vleugeloppervlak: 21,3 m2
- Leeggewicht: 400 kg
- Startgewicht: 640 kg

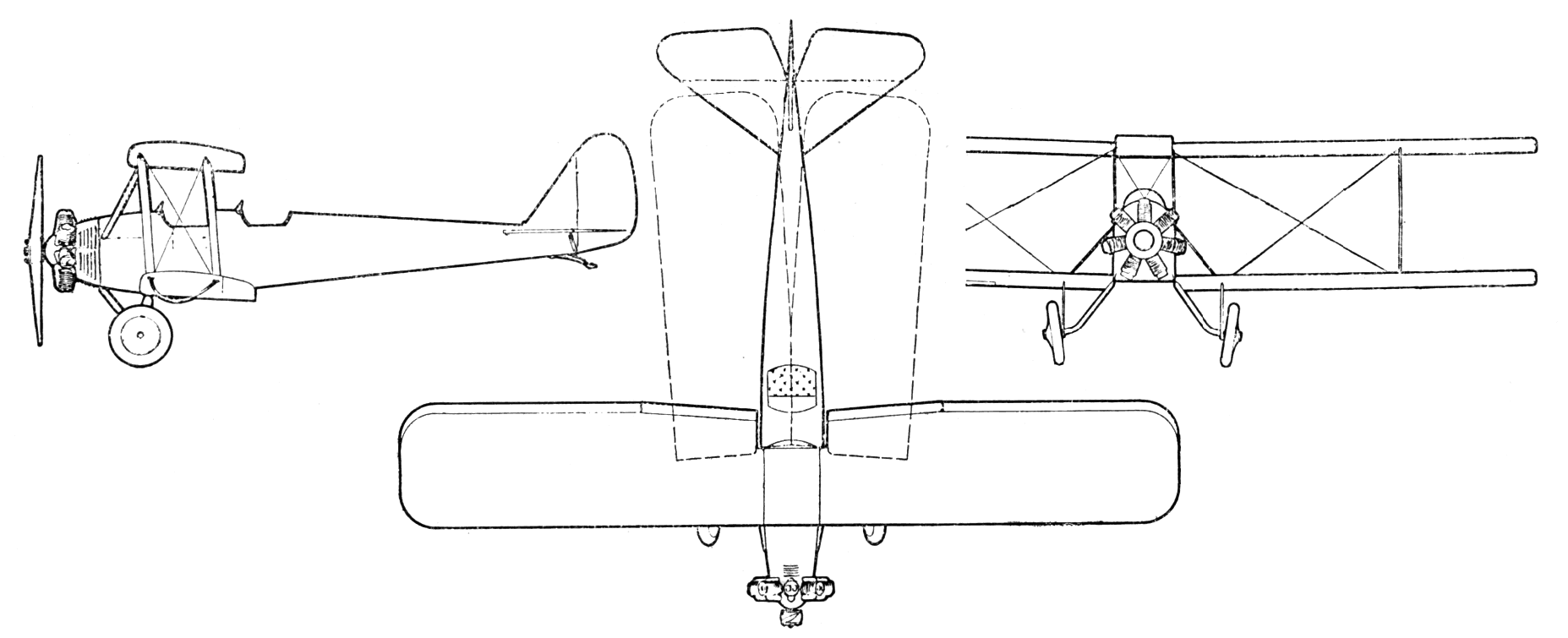

- Motor: 1× Walter Vega, 63 kW (85 pk)
- Maximumsnelheid: 160 km/h
- Vliegbereik: 320 km
- Klimsnelheid: 127 m/min

### Gerelateerde ontwikkelingen
- Aero A-134

### Vergelijkbare vliegtuigen
- De Havilland Gipsy Moth
- PZL.5
- Caudron C.230